# Paranoia Performance
Paranoia Performance è il primo album in studio del DJ francese Radium. L'album è uscito nel 2001 sotto l'etichetta discografica Psychik Genocide, anche in edizione limitata.

## Tracce
1. Paranoia Performer
2. I'm So Cool
3. Neuroleptik
4. Playmobils
5. Kraft Punk (feat. M le Maudit)
6. Sordid Backstage
7. Toxic Phase
8. Bitch Talk
9. DJ Suq's
10. Bick Brother Is Watching You
11. Mythopoint
12. Art Is Nasal
13. Bonustrack (Provided By the Anti Radium League)